# Дебора Ліпштадт
Дебора Ліпштадт (англ. Deborah Esther Lipstadt; 18 березня 1947, Мангеттен, Нью-Йорк, Сполучені Штати Америки) — американський історик та дослідник Голокосту. Доктор філософії з історії, професор Інституту новітньої єврейської історії та вивчення Голокосту в Університеті Еморі в Атланті, голова академічного комітету Американського меморіального музею Голокосту. У 1994 році президент США Білл Клінтон призначив Дебору Ліпштадт до американської «Ради пам'яті жертв Голокосту», де вона пропрацювала два терміни.
Дебора Ліпштадт народилася 18 березня 1947 року в родині єврейських емігрантів з нацистської Німеччини і виросла в Нью-Йорку. Вона закінчила міський коледж Нью-Йорка, отримала ступінь магістра та доктора філософії з історії в Університеті Брандейса.

## Професійна діяльність
Професор Ліпштадт відома тим, що веде наукову полеміку з заперечувачами Голокосту. У 1993 році вона видала книгу «Denying the Holocaust: The Growing Assault on Truth and Memory», присвячену цій проблемі.
У 1996 році один з персонажів цієї книги, письменник Девід Ірвінг подав позов у британський суд на Дебору Ліпштадт та видавництво Пінгвін Букс, зі звинуваченням в наклепі і нанесенні збитку своєї наукової та ділової репутації.
Суд привернув велику увагу громадськості, причому не тільки у Великій Британії. Справа тривала кілька років. Хоча британські закони покладають тягар доказів на відповідача, Ліпштадт та видавництво за допомогою ряду провідних експертів з історії Третього Рейху переконали суд, що Ірвінг маніпулював документами, підтасовував історичні факти і мотивом до цього слугували його антисемітські переконання.
На цьому суді вперше в історії були публічно оголошені уривки з раніше не опублікованих щоденників нацистського злочинця Адольфа Ейхмана.
11 квітня 2000 року суд оголосив 333-сторінковий вердикт. Претензії Ірвінга були відкинуті, він отримав вимогу сплатити 3 млн фунтів як компенсацію судових витрат.
Однак, незважаючи на постійну боротьбу з заперечувачами Голокосту, Дебора Ліпштадт не підтримує заборону на висловлювання, що заперечують Голокост або покарання за них.
| «Я прихильниця такої неприємної дрібниці, як свобода слова, і мене дуже турбує, коли уряди обмежують її»[9]. |
У лютому 2007 року, Ліпштадт вперше використала неологізм «м'яке заперечення» на щорічному благодійному бенкеті Сіоністського об'єднання в Лондоні. Говорячи про книгу Джиммі Картера «Палестина: мир, а не апартеїд» вона заявила:

| «Коли колишній президент Сполучених Штатів пише книгу по ізраїльському-палестинській кризі та поміщає хронологічну таблицю на початку книги, щоб сприяти розумінню ситуації, і в цій хронології не вносить нічого істотного між 1939 і 1947 роками, то це м'яке заперечення»[10]. |
Надалі Ліпштадт використовувала даний термін для позначення заперечення Голокосту тими, хто визнає саму подію в цілому, однак намагається применшити її масштаби і унікальність шляхом умовчання істотних аспектів або некоректних порівнянь з іншими подіями.